# Frederic Carles de Hessen-Kassel
Frederic Carles de Hessen-Kassel (alemany: Friedrich Karl von Hessen-Kassel)  (Panker, 1 de maig de 1868 - Kassel, 28 de maig de 1940), rei de Finlàndia i cap de la casa de Hessen-Kassel, Cap de la casa landgravinal de Hessen-Kassel i rei de Finlàndia amb el tractament d'altesa reial.
Nascut al Castell de Panker, al Holstein, el dia 1868, essent fill del landgravi Frederic Guillem de Hessen-Kassel i de la princesa Anna de Prússia. Frederic Carles era net del príncep Guillem de Hessen-Kassel i de la princesa Carlota de Dinamarca mentre que per via materna ho era del príncep Carles de Prússia i de la princesa Maria Lluïsa de Saxònia-Weimar-Eisenach.
Frederic Carles esdevingué hereu dels drets històrics de la casa de Hessen-Kassel arran d'un seguit de renúncies dinàstiques. En primer lloc, arran del casament morganàtic de l'elector Frederic Guillem de Hessen-Kassel, la corona passà al pare de Frederic Carles. En segon lloc, Frederic Guillem, germà gran de Frederic Carles morí el 1888 en la ruta marítima que unia Batavia (Indonèsia) amb Singapur. En tercer lloc, Alexandre Frederic renuncià als drets dinàstics al contraure matrimoni morganàtic.
El 25 de gener de 1893 contragué matrimoni a Berlín amb la princesa Margarida de Prússia, filla del kàiser Frederic III de Prússia i de la princesa reial Victòria del Regne Unit. El casament significà la unió entre la Casa de Hohenzollern i la casa de Hessen-Kassel després que el Regne de Prússia s'annexés, el 1871, el territori de Hessen-Kassel.
La parella tingué sis fills:
- SA el príncep Frederic Guillem de Hessen-Kassel, nat a Frankfurt el 1893 i mort en acció a Kara Orman (Romania) l'any 1916.
- SA el príncep Maximilià de Hessen-Kassel, nat al Castell Rumpenheim el 1894 i mort en acció a Saint Jean-Chapelle el 1916.
- SAR el landgravi Felip de Hessen-Kassel, nat al Castell de Rumpenheim el 1896 i mort a Roma el 1980. Es casà al Palau de Racconigi el 1925 amb la princesa Mafalda d'Itàlia.
- SA el príncep Wolfgang de Hessen-Kassel, nat al Castell de Rumpenheim el 1896 i mort a Taunus el 1989. Es casà el 1924 al Castell de Salem amb la princesa Maria Alexandra de Baden.
- SA el príncep Ricard de Hessen-Kassel, nat a Frankfurt el 1901 i mort el 1896.
- SA el príncep Cristòfol de Hessen-Kassel, nat a Frankfurt el 1901 i mort en acció als Apenins el 1943. Contragué matrimoni amb la princesa Sofia de Grècia el 1930 al Castell de Kronberg.

Sota la protecció de l'Imperi Alemany, l'any 1917 Finlàndia proclamà la seva independència de Rússia. L'elecció del sistema monàrquic, la voluntat de mantenir la independència tant de Rússia com de Suècia i la protecció dels alemanys provocaren que s'escollís a Frederic Carles de Hessen-Kassel com a nou monarca de Finlàndia el dia 6 d'octubre de 1918.
El dia 11 de novembre de 1918, Alemanya signava l'armistici, un mes després, el dia 14 de desembre, Frederic Carles abdicava del tron finlandès.
Frederic Carles esdevingué cap de la casa de Hessen-Kassel l'any 1925. Malgrat que Felip de Hessen-Kassel esdevingué l'hereu dels drets històrics de la Casa de Hessen, certs documents familiars testimonien que Wolfgang de Hessen fou considerat el príncep hereu de Finlàndia, ja que viatjà amb els seus pares a Finlàndia l'any 1918 i se li preparà un casament amb una aristòcrata finlandesa.
Frederic Carles ostentà els drets dinàstics dels Hessen-Kassel entre 1925 i 1940. Frederic Carles morí a Kassel l'any 1940 en plena Segona Guerra Mundial en què dos dels seus fills participaven en el marc de les tropes nacionalsocialistes. Tres dels sis fills de Frederic Carles moriren en acte de servei, dos en la Primera Guerra Mundial, i un a la Segona Guerra Mundial.